# Мистер Бин (филм)
Мистер Бин (енгл. Bean) је филмска комедија из 1997. године, базиран на британској телевизијској серији Мистер Бин. Филм је режирао Мел Смит, а сценарио су написали Робин Дрискол и Ричард Кертис. У главним улогама су Роуан Аткинсон, Питер Макникол, Памела Рид, Харис Јулин и Берт Рејнолдс.
Филм је премијерно приказан у Уједињеном Краљевству 2. августа 1997, а у Сједињеним Државама 7. августа исте године. Добио је помешане критике, али био је комерцијално успешан са зарадом од 250 милиона долара, у односу на буџет од 18 милиона долара. Самостални наставак Мистер Бин на одмору изашао је 2007. године.

## Радња
Јесен је 1997. и веома богати дародавалац донирао је 50 милиона долара галерији Грирсон из Калифорније да најпознатију америчку слику – „Вислерову мајку” – врати кући. До сада је ово важно уметничко дело било изложено у Музеју Д’Орс у Паризу и руководиоци галерије желе да уважени стручњак увелича церемонију откривања слика, те позивају енглеску Краљевску Националну галерију да пошаље свог најбољег академика да надгледа цео процес. То је најгора грешка коју су икада направили. Британци не шаљу свог најбољег стручњака, већ свог најомраженијег и најнеспособнијег службеника у очајничком покушају да га се отарасе. Он се зове Бин. Мистер Бин. Све што додирне претвори се у хаос. Заснован на лику који је створио и одглумио Роуан Аткинсон, филм „Мистер Бин” представља причу о веома обичном човеку с лепом, уредном фризуром. За само пар дана у Лос Анђелесу Бин је скоро потпуно уништио брак, каријеру и животе свог домаћина Дејвида Ленглија и његове дивне жене и деце.

## Улоге
| Глумац         | Улога         |
| -------------- | ------------- |
| Роуан Аткинсон | Мистер Бин    |
| Питер Макникол | Дејвид Ленгли |
| Памела Рид     | Алисон Ленгли |
| Харис Јулин    | Џорџ Грирсон  |
| Берт Рејнолдс  | генерал Њутон |
| Сандра Оу      | Бернис Шимел  |
| Џони Галеки    | Стинго Вили   |
| Питер Капалди  | Гарет         |

## Продукција

### Избрисане и алтернативне сцене
Филм пуштен у Северној Америци разликује се од међународног издања, зато што укључује додатну сцену:
- Дејвид говори Бину да напуни ћуретину, док он одвлачи пажњу Грирсоновима током вечере. Док је то радио Бин је изгубио сат и ставио своју главу унутра, али се заглавила (сцена преузета из епизоде Срећан Божић Мистер Бине) и Дејвид му ју је скинуо са главе.

Међународно издање укључује две алтернативне сцене у вези са избрисаном сценом са ћурком, да би објаснили њено одсуство:
- Док је тражио по фрижидеру Бин је нашао две виршле, али му Дејвид говори да Грирсонови очекују нешто свечаније. Бин онда налази лук, који је касније послужио као предјело, а онда ћуретину. У немогућности да нађе нешто друго, Дејвид пита Бина да ли је икада пекао ћуретину, на шта му овај говори да јесте. Дејвид му говори да ће то трајати пет сати, на шта Бин каже: „Није неопходно”.
- Док гурају ћуретину у микроталасну рерну, улога је обрнута у којој Бин, уместо Дејвида, предлаже да се стави на 20 минута. У овој сцени Бинова коса је чиста јер није дословно имао ћурку на глави.

Према Роуану Аткинсону, разлог за различите сцене су другачије реакције америчке и европске публике током пробног приказивања.

## Пријем

### Зарада
Филм је пуштен у ограниченом броју биоскопа 17. октобра 1997.године у 242 њих и зарадио је 2.255.233 долара, са просечном зарадом од 9.319 по биоскопу и 10. местом на листи по заради. Током свог ширег приказивања 7. новембра 1997. године, филм је зарадио 12.733.827 долара током премијерног викенда у 1.948 биоскопа, са просечном зарадом од 6.536 долара по биоскопу и 2. местом на листи по заради. До краја приказивања, филм је зарадио 45.319.423 долара на домаћем тржишту и 205.893.247 долара у остатку света, за потпуну зараду од 251.212.670 долара. У односу на буџет од 18 милиона долара, филм се показао као финансијски успех.

### Критике
На сајту Rotten Tomatoes, филм држи рејтинг од 41% на основу 32 прегледа са просечном оценом од 5,3/10. На сајту Метакритик филм држи оцену 52 од 100 на основу 20 критика, углавном мешаних или просечних прегледа.